# 24 Batalion Piechoty
24 Batalion Piechoty (24 bp) – pododdział piechoty Polskich Sił Zbrojnych.
Od 6 sierpnia 1944 r. jako 22 batalion piechoty. Ponownie odtworzony 30 grudnia 1944 r. jako 24 batalion piechoty.

## Formowanie i zmiany organizacyjne
24 batalion piechoty został sformowany w dniu 12 grudnia 1942 roku w miejscowości Khanaqin w Iraku, głównie z żołnierzy 22 pułku piechoty i 23 pułku piechoty 7 Dywizji Piechoty. Po sformowaniu 24 batalion piechoty początkowo wchodził w skład 7 Brygady Strzelców, a od marca 1943 roku po oddaniu większej części żołnierzy na uzupełnienie innych jednostek Armii Polskiej na Wschodzie, wszedł w skład 7 Zapasowej Brygady Piechoty. Był dyslokowany w sierpniu 1943 r. z Iraku do Palestyny, a stamtąd w lutym 1944 roku do bazy wojskowej w Quassasin w Egipcie. We Włoszech wylądował w dniu 26 marca 1944 roku i został zakwaterowany w San Basilio w rejonie Bazy 2 Korpusu Polskiego. W trakcie swojego pobytu we Włoszech szkolił uzupełnienia głównie dla jednostek 5 Kresowej Dywizji Piechoty, nie brał udziału w walkach. Wchodził organizacyjnie w skład 7 Zapasowej Brygady Piechoty, 7 Brygady Piechoty – 7 Dywizji (Zapasowej) Piechoty. Etatowo składał się z dowództwa batalionu, kompanii dowodzenia i 4 kompanii strzeleckich. W związku z porządkowaniem numeracji pododdziałów zgodnie z Planem Rozwinięcia PSZ na Zachodzie w dniu 6 sierpnia 1944 roku zmieniono mu nazwę na 22 batalion piechoty.
24 batalion piechoty został ponownie utworzony w ramach 17 Brygady Piechoty 7 Dywizji Piechoty w dniu 30 grudnia 1944 roku, ze sformowanego 20 listopada 1944 r. batalionu wartowniczego 7 DP. Batalion ten początkowo składa się z żołnierzy z kategorią zdrowia „D” i szeregowych powyżej 42 lat. Następnie po oddaniu tych żołnierzy do formowanych w tym czasie też batalionów i kompanii wartowniczych, pełni funkcję jednostki uzupełniającej i szkolącej. Był odtworzony i stacjonował w garnizonie San Basilio. Przed wydzieleniem części żołnierzy w dniu 3 czerwca 1945 roku do batalionów wartowniczych "A" i "B" liczył 1700 ludzi. 30 października 1945 roku w związku z redukcją wojsk 2 Korpusu Polskiego, batalion został rozwiązany. Nie brał udziału w walkach.

## Żołnierze batalionu
Dowódcy batalionu
- mjr/ppłk Adam Szymański (12 XII 1942 - 21 IV 1944[2])
- mjr Marian Jasiński (22 IV - 9 VIII 1944)
- mjr Franciszek Osmakiewicz (od 10 VIII 1944[5])

Zastępca dowódcy batalionu
- kpt. Władysław Nagórski[2]

Dowódca batalionu (od 30 XII 1944)
- ppłk Henryk Nowak[4]
- mjr Stanisław Bargielski (od 17 IX 1945)[4]

Zastępca dowódcy batalionu (od 30 XII 1944)
- mjr Stanisław Bargielski[4]